# Berry Hill (Tennessee)
Berry Hill es una ciudad ubicada en el condado de Davidson en el estado estadounidense de Tennessee. En el Censo de 2010 tenía una población de 537 habitantes y una densidad poblacional de 228,85 personas por km².

## Geografía
Berry Hill se encuentra ubicada en las coordenadas 36°7′11″N 86°46′3″O / 36.11972, -86.76750. Según la Oficina del Censo de los Estados Unidos, Berry Hill tiene una superficie total de 2.35 km², de la cual 2.35 km² corresponden a tierra firme y (0%) 0 km² es agua.

## Demografía
Según el censo de 2010, había 537 personas residiendo en Berry Hill. La densidad de población era de 228,85 hab./km². De los 537 habitantes, Berry Hill estaba compuesto por el 85.66% blancos, el 5.59% eran afroamericanos, el 0.19% eran amerindios, el 2.79% eran asiáticos, el 0% eran isleños del Pacífico, el 4.28% eran de otras razas y el 1.49% pertenecían a dos o más razas. Del total de la población el 6.33% eran hispanos o latinos de cualquier raza.